# О’Киф, Дэниэл
Дэниел Лоуренс О’Киф (англ. Daniel Lawrence O'Keefe, 25 февраля 1928, Джерси-Сити, Нью-Джерси — 29 августа 2012, Нью-Йорк, Нью-Йорк) — американский писатель. Он был редактором американского журнала для семейного чтения Reader’s Digest более 30 лет, где работал с широким кругом писателей.
Он известен созданием фестивуса, ежегодного светского праздника, отмечаемого 23 декабря; он обрёл более широкую известность после того, как его старший сын Дэн О’Киф показал его в декабре 1997 года в эпизоде ситкома «Сайнфелд».

## Ранние годы и образование
О’Киф родился в Джерси-Сити, штат Нью-Джерси, получил степень бакалавра искусств в Колумбийском университете в 1949 году, получил степень магистра Колумбийского университета и степень доктора философии в Новой школе социальных исследований. В Колумбийском университете он был национальным президентом организации Junior Achievement.
Его лично нанял на работу Девитт Уоллес, основатель журнала Reader’s Digest. О’Киф стал редактором журнала и проработал там более тридцати лет. Он работал с такими фрилансерами, как Рэй Брэдбери и лауреат Нобелевской премии польский поэт Чеслав Милош, который десятилетиями жил и работал в Калифорнии.

## Литературное творчество
О’Киф опубликовал книгу «Украденная молния: социальная теория магии» в 1982 году. В рецензии на книгу Los Angeles Times она была назвала «впечатляющим синтезом социологии, антропологии и психоанализа… проявлением доступной науки». В книжном обозрении New York Times говорится, что это «мощное объяснение того, насколько глубоко магия укоренилась в обществе». Commonweal классифицировал его как «потенциальную классику».

## Фестивус
О’Киф основал праздник Фестивус в 1966 году в ознаменование своего первого свидания с женой Деборой, состоявшегося тремя годами ранее. Позже их сын Дэн О’Киф стал писателем и работал над телесериалом «Сайнфелд». В сезоне 1997–1998 годов он представил всем зрителям фестивус в эпизоде Сайнфелда под названием «Забастовка».

## Личная жизнь
Дэниел и Дебора О’Киф поженились в 1963 году. Дебора — писательница, опубликовала многочисленные журнальные статьи, а также книги «Сообщения хорошей девочки» и «Читатели в стране чудес», литературно-критические произведения. У пары было трое сыновей, каждый из которых стал писателем или композитором/автором текстов: Дэн О’Киф, Лоуренс О’Киф и Марк О’Киф.